# Horten Ho XIII
Horten Ho XIII – niemiecki doświadczalny szybowiec zbudowany jako platforma do testowania rozwiązań związanych z przełamaniem bariery dźwięku.

## Historia
Bracia Horten w 1944 r. rozpoczęli prace nad testowaniem rozwiązań mających doprowadzić do opracowania samolotu mogącego osiągnąć prędkość 1800 km/h na wysokości 12 000 m. Konieczne było zbudowanie maszyny, na której można byłoby przetestować zachowanie się płata o skosie 60° w momencie wystąpienia flatteru. Badania miały też służyć jako wstępne testy dla planowanego „Volksjägera”.
W trakcie prac koncepcyjnych opracowano profil o grubości 10% u nasady, przechodzący do 8% na końcu. Ponadto profil miał rezerwę grubości wynoszącą ok. 60% i obiecujące charakterystyki dla wartości naddźwiękowych. Na podstawie obliczeń konstruktorów przyjęto, że profil płata pozwala na przekroczenia prędkości dźwięku z użyciem silnika o sile ciągu 1,4 kN.
Latem 1944 r. ukończono prototyp, do zbudowania którego wykorzystano skrzydło szybowca Horten Ho IIIb. Pod nim zamontowano gondolę pilota wyposażoną w podwozie złożone z płozy i centralnie umieszczonego koła. Oblotu dokonano 27 listopada 1944 r. Na lotniskach w Getyndze i Göppingen przeprowadzono na nim ok. dwadzieścia udanych lotów po starcie na holu za samolotem Henschel Hs 126. Ho XIIIA był pilotowany przez pilota doświadczalnego Hermana Strebla, za sterami holownika siedział Oberfeldwebel Knöpfte.
Na podstawie doświadczeń z pierwszą wersją maszyny przebudowano ją do kolejnej wersji oznaczonej jako Ho XIIIB. Przekonstruowano w niej skrzydło, zachowując skos 60°, wprowadzono chowane trójkołowe podwozie. Do napędu zastosowano silnik odrzutowy BMW 003R, którego działanie uzupełniał silnik rakietowy na paliwo ciekłe BMW 109-718. Prototyp został zniszczony po zakończeniu wojny przez uwolnionych alianckich jeńców wojennych.